# Abubakar Shekau
Abubakar Shekau (ukendt fødselstidspunkt, død omkring den 20. maj 2021), også kendt under alias Darul Tawheed («monoteismens hjem») (arabisk: دار التوحيد), var en islamistisk lederskikkelse i den nigerianske militante gruppe Boko Haram. Det antages, at han var født mellem 1965 og 1975. Han fungerede som stedfortræder for gruppens grundlægger Mohammed Yusuf, frem til Yusuf blev dræbt i 2009. Nigerianske myndigheder troede først at Shekau blev dræbt i 2009 under stridigheder mellem nigerianske sikkerhedsstyrker og militante i Boko Haram, men i juli 2010 dukkede Shekau op i en video hvor han overtog lederskabet i gruppen.
Den 21. maj 2021 oplyste The Wall Street Journal at undersøgelser bekræftet af nigerianske embedsmænd havde bekræftet, at Shekau var blevet dræbt, da han havde udløst en selvmordsbombe.